# Hans Christian Schrader
Hans Christian Schrader (* 1952) ist ein deutscher Buchautor und Diplom-Psychologe.
Er arbeitet als Diplom-Psychologe am Klinikum Am Urban in Berlin.

## Werke
Hans Christian Schrader hat mit seinem Co-Autor Jürgen Hesse seit 1985 über 180 Sachbuch-Titel geschrieben. Als Hesse/Schrader wurden die beiden zum Bestseller-Autorenduo. Die Ratgeber rund um Bewerbung und Karriere der Reihe „Berufsstrategie“ liegen laut Eichborn-Verlag bei einer verkauften Auflage von rund fünf Millionen Exemplaren. Aktuell werden seine Bücher im Stark Verlag veröffentlicht.
Seine bekanntesten Bücher sind:
- Das große Hesse/Schrader Bewerbungshandbuch, Stark Verlag, 2011, ISBN 978-3-86668-405-8
- Testtraining für Ausbildungsplatzsuchende, Eichborn, 2008, ISBN 978-3821859606
- Der Testknacker, Eichborn, 2009, ISBN 978-3821859729
- Praxismappe für das überzeugende Vorstellungsgespräch, Eíchborn, 2006, ISBN 9783821859040
- Praxismappe: Bewerbung für Ausbildungsplatzsuchende, Eichborn 2007, ISBN 978-3821859422
- Praxismappe: So schreiben Sie einen überzeugenden Lebenslauf, Eichborn, 2007, ISBN 978-3821859347
- Praxismappe für die erfolgreiche Initiativbewerbung, Eichborn 2008, ISBN 978-3821859699
- Die erfolgreiche E-Bewerbung, Eichborn, 2009, ISBN 978-3821859668